# Édouard van Beneden

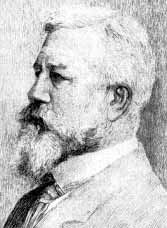
Édouard van Beneden.

Édouard Joseph Louis Marie van Beneden, född 5 mars 1846 i Leuven, död 28 april 1910 i Liège, var en belgisk anatom; son till Pierre-Joseph van Beneden.
Beneden blev professor i zoologi och jämförande anatomi i Liège 1870. Han utgav ett stort antal viktiga arbeten inom den jämförande anatomin och embryologin, vilka till största delen trycktes i den av honom tillsammans med Charles van Bambeke från 1880 redigerade tidskriften "Archives de biologie".